# Parc André-Citroën
El Parc André-Citroën es un parque urbano situado en la orilla izquierda del Sena, en el emplazamiento de la antigua fábrica de Citroën, en el barrio de Javel del distrito XV de París, creado a principios de 1986 e inaugurado en 1992.

## Situación y servicios
El Parc André-Citroën se encuentra en el 2 de la Rue de la Montagne-de-la-Fage, en el distrito XV de París. Está servido por las líneas 10 (estación Javel - André Citroën) y 8 (estaciones Lourmel y Balard) del Metro de París, por el RER C (estaciones Pont du Garigliano y Javel), la línea T3a del Tranvía de París (estación Pont du Garigliano) y las líneas 42 y 88 de la red de autobuses RATP.

## Urbanismo

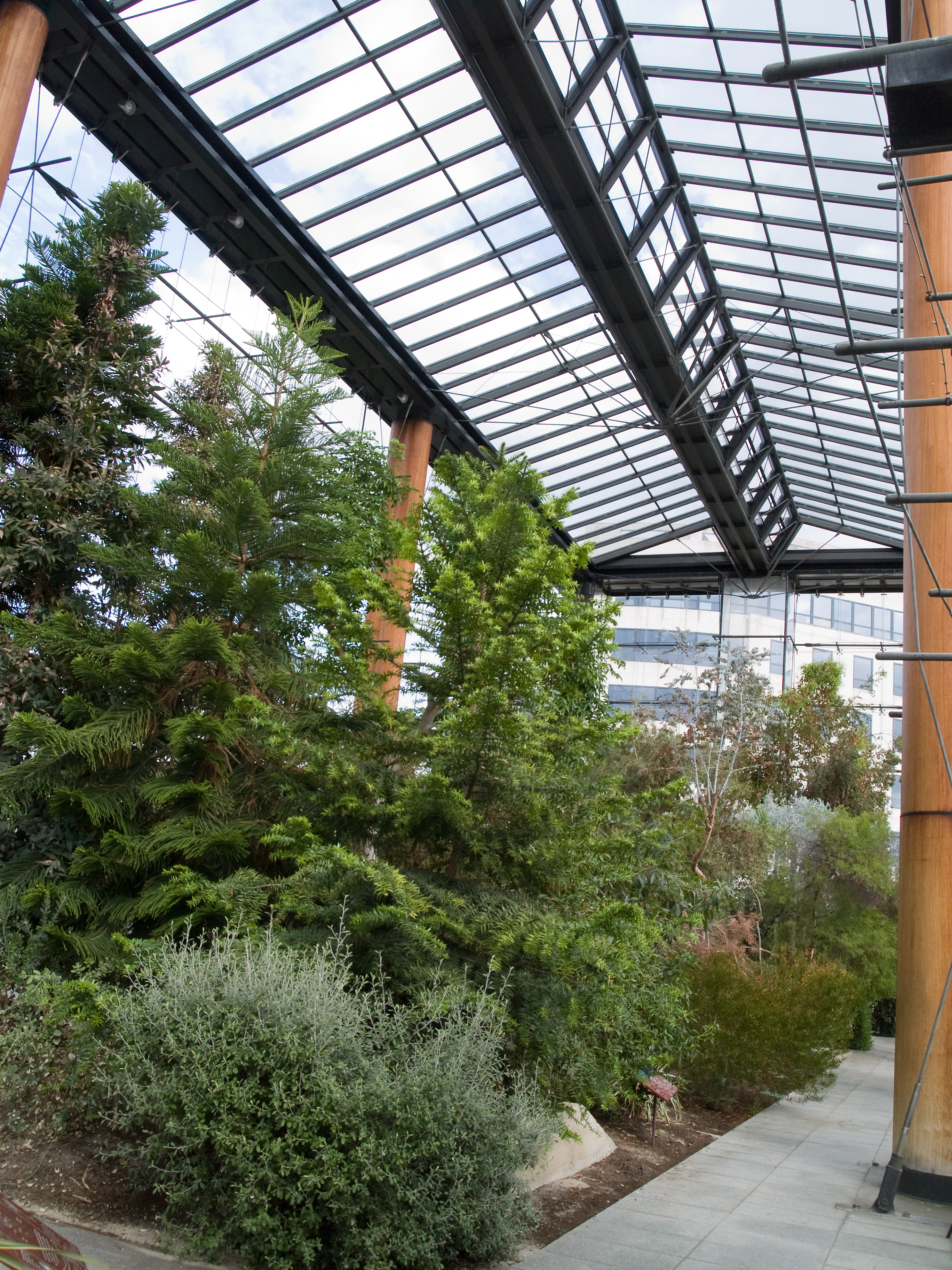
El interior de una de los dos grandes invernaderos.

Los diseñadores del parque fueron los paisajistas Gilles Clément, Allain Provost y los arquitectos Patrick Berger, Jean-François Jodry y Jean-Paul Viguier. El parque, que desciende en pendiente suave hacia el Sena, tiene 24 hectáreas de superficie y alberga una vegetación exuberante y escenografías acuáticas. Es atravesado en diagonal por una línea recta de 800 metros, a lo largo de la cual el paisaje es variado: cuerpos de agua, césped, bambú, escaleras… Hay dos grandes invernaderos al noreste, que rodean chorros de agua; uno de ellos alberga plantas exóticas, y el otro plantas mediterráneas. También hay una isla artificial, en la que se han plantado bosques de bambú. La circulación automovilística a lo largo del Sena pasa por el túnel Citroën-Cévennes, de una longitud de 440 metros; las vías del RER C son aéreas.

## Actividades

Varios jardines temáticos, llamados jardins sériels («jardines seriales»), componen el borde norte, reuniendo las evocaciones de un planeta, de un color, de un día de la semana, de un sentido y de un número atómico.
|   | Jardín          | Relación con el agua | Metal    | Metal | Color    | Sentido       | Planeta  | Día       |
| - | --------------- | -------------------- | -------- | ----- | -------- | ------------- | -------- | --------- |
| 1 | Jardín negro    | El mar               | Plomo    | 82    | Negro    | Instinto      | Saturno  | Sábado    |
| 2 | Jardín azul     | La lluvia            | Cobre    | 29    | Azul     | Olfato        | Venus    | Viernes   |
| 3 | Jardín verde    | La fuente            | Estaño   | 50    | Verde    | Oído          | Júpiter  | Jueves    |
| 4 | Jardín naranja  | El arroyo            | Mercurio | 80    | Naranja  | Tacto         | Mercurio | Miércoles |
| 5 | Jardín rojo     | La cascada           | Hierro   | 26    | Rojo     | Gusto         | Marte    | Martes    |
| 6 | Jardín plateado | El río               | Plata    | 47    | Plateado | Vista         | Luna     | Lunes     |
| 7 | Jardín dorado   | El reloj de sol      | Oro      | 79    | Dorado   | Sexto sentido | Sol      | Domingo   |

El parque
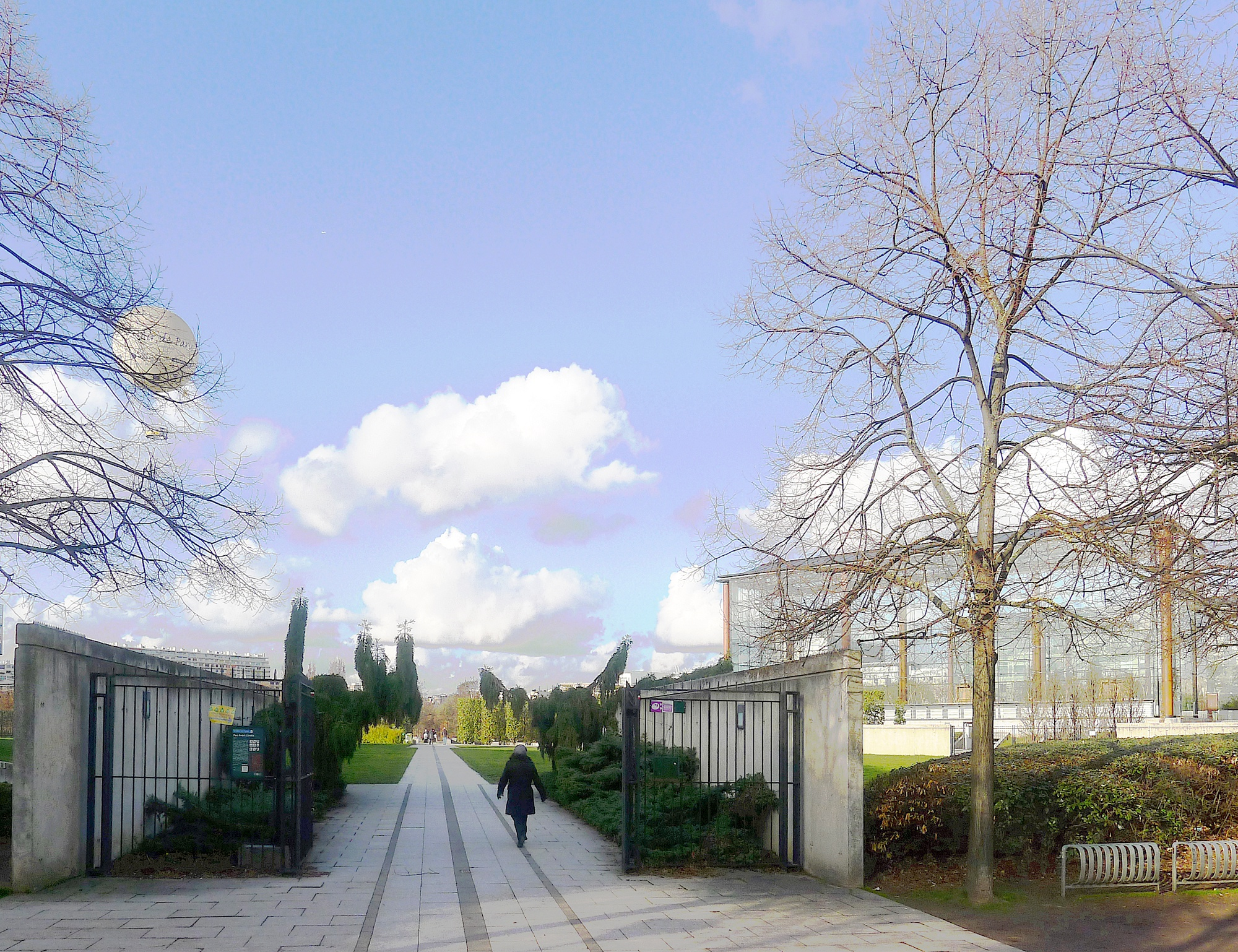
Una de las entradas del parque.
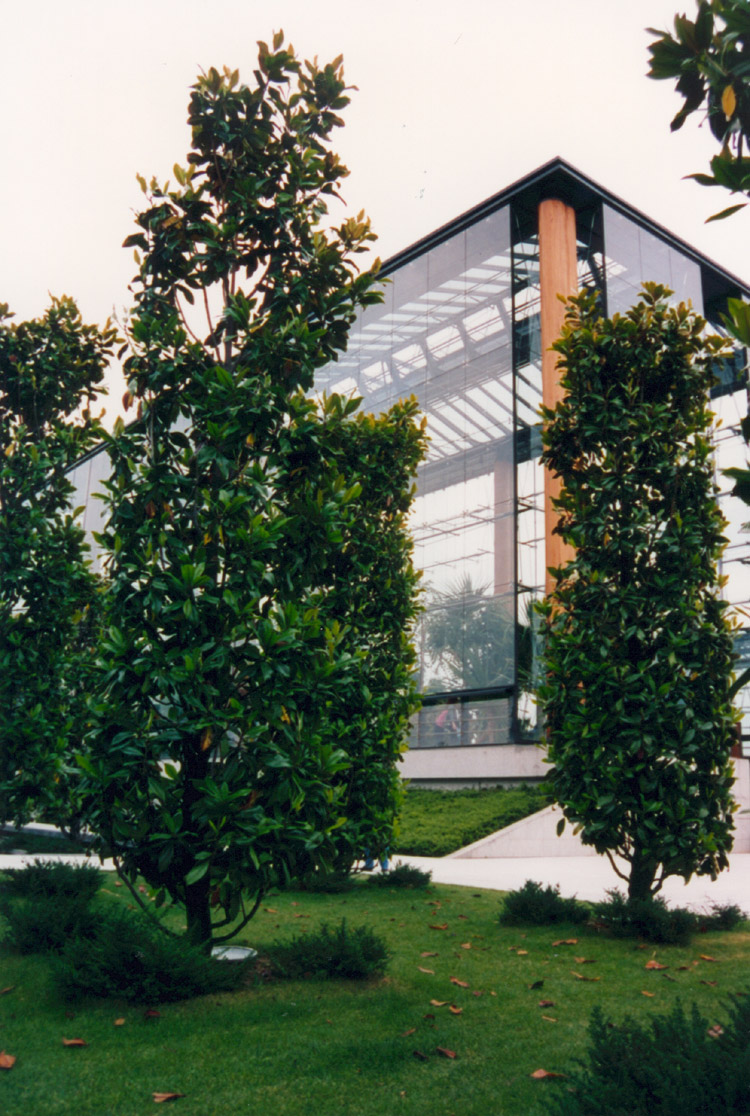
Los invernaderos.
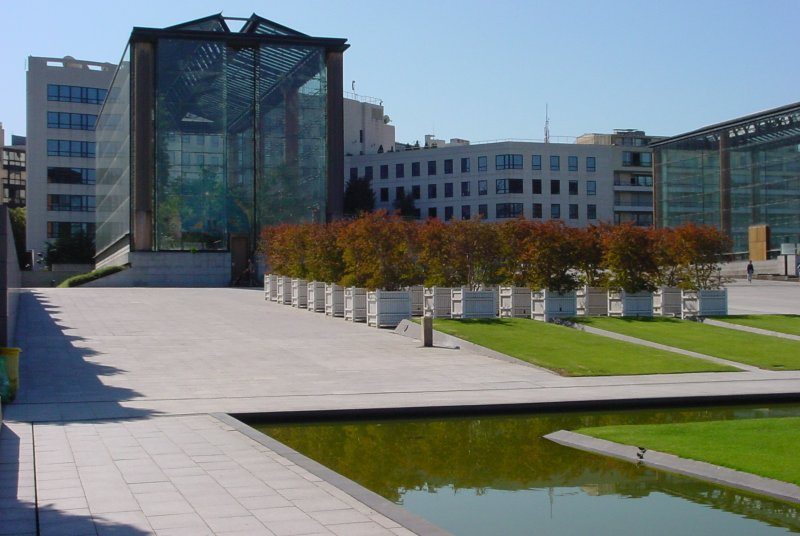
El gran invernadero tropical.
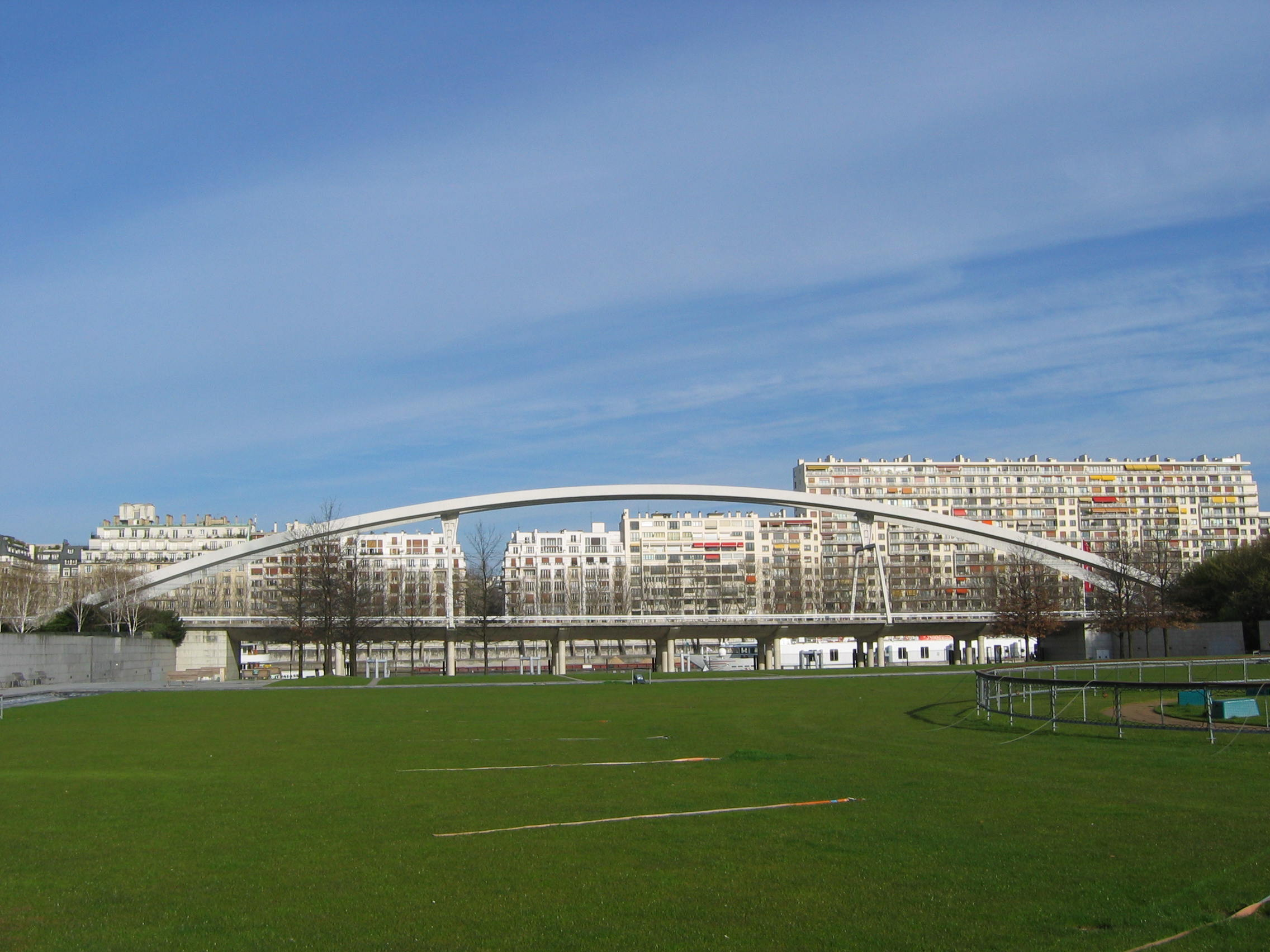
El viaducto del Quai André-Citroën.

## El globo cautivo
Un globo cautivo, que se eleva a 150 metros de altura, rebautizado «Ballon Generali» (antiguamente llamado «Fortis», «Eutelsat» y «Air de Paris») ofrece una vista panorámica de París a treinta pasajeros; el color de su iluminación varía según la tasa de polución y la calidad del aire. Es el globo más grande del mundo.

El globo
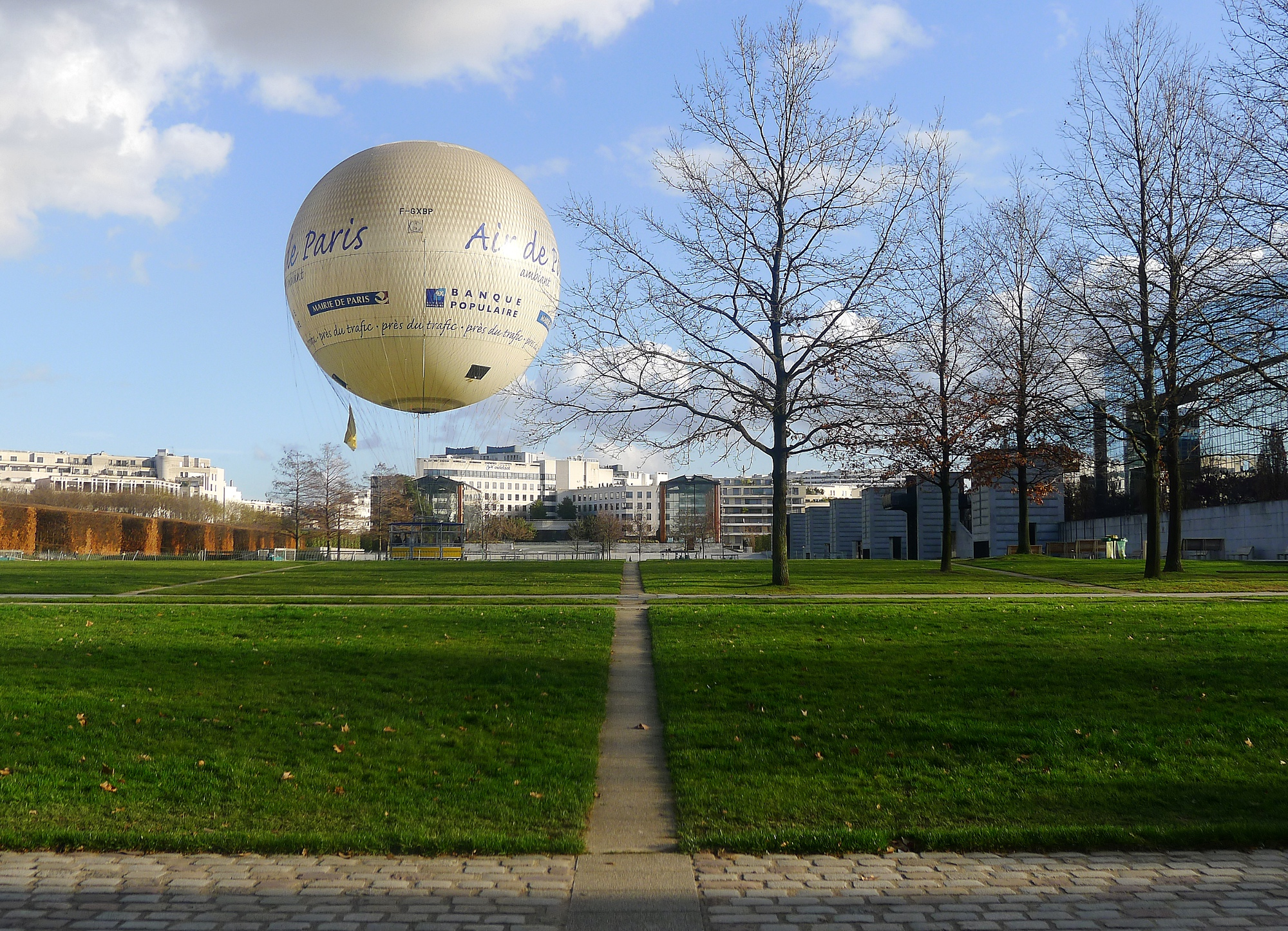
El globo sujeto al suelo.
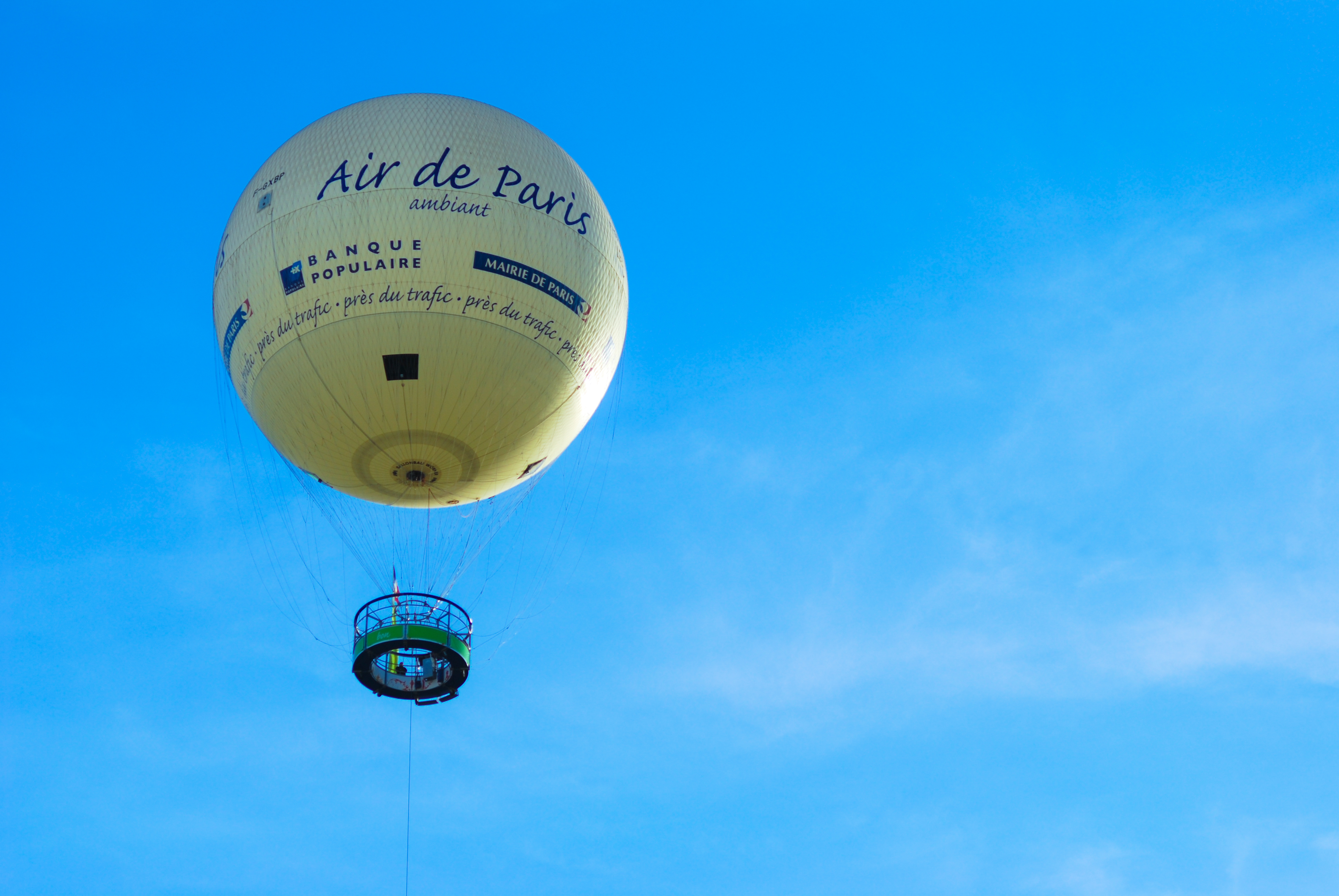
El globo «Air de Paris» en vuelo.
Vista panorámica del parque.

## Mantenimiento
En noviembre de 2013, el acta del Consejo del barrio Citroën-Boucicaut indicó que «el mantenimiento del Parc André Citroën no se hace desde hace ocho años: hay invernaderos cerrados, fuentes vacías, pasarelas cerradas»; el vicealcalde del distrito XV, encargado del barrio, afirmó que «el Parc André Citroën es un gran espacio decrépito».